# Ješovice
Ješovice jsou vesnice, část města Liběchov v okrese Mělník ve Středočeském kraji. Nachází se asi tři kilometry severně od Liběchova a šest kilometrů jihovýchodně od Štětí. Je zde evidováno 112 adres. Trvale zde žije 117 obyvatel.
Ješovice jsou také název katastrálního území o rozloze 4,8 km², které je z více než poloviny součástí Chráněné krajinné oblasti Kokořínsko – Máchův kraj.

## Historie
První písemná zmínka o vesnici pochází z roku 1456.

## Obyvatelstvo
| Rok            | 1869 | 1880 | 1890 | 1900 | 1910 | 1921 | 1930 | 1950 | 1961 | 1970 | 1980 | 1991 | 2001 | 2011 | 2021 |
| -------------- | ---- | ---- | ---- | ---- | ---- | ---- | ---- | ---- | ---- | ---- | ---- | ---- | ---- | ---- | ---- |
| Počet obyvatel | 277  | 244  | 231  | 220  | 220  | 203  | 229  | 164  | 140  | 135  | 137  | 99   | 117  | 120  | 144  |
| Počet domů     | 52   | 52   | 54   | 54   | 52   | 52   | 54   | 48   | 48   | 36   | 34   | 49   | 53   | 54   | 55   |

## Obecní správa
Při sčítání lidu v letech 1850–1960 Ješovice byly samostatnou obcí, se kterým patřily nejprve do okresu Dubá, ale v roce 1950 v okrese Roudnice nad Labem a od roku 1960 v okrese Mělník. Od 1. července 1960 jsou částí města Liběchov v okrese Mělník.

## Pamětihodnosti
- Kaple svaté Máří Magdaleny
- Sfinga
- Dům čp. 10
- Památná lípa